# Luigi Garlaschelli
Luigi Garlaschelli (Pavia, 22 giugno 1949) è un chimico, divulgatore scientifico e saggista italiano.

## Biografia
Originario di Pavia, dopo la maturità scientifica ha conseguito il diploma di Laurea in Chimica presso l'Istituto di Chimica organica dell'Università di Pavia.
Ha lavorato presso il Politecnico di Milano, negli Stati Uniti e per la Società Montedison, per cui ha realizzato diversi brevetti.
Dal 1981 è ricercatore universitario, mentre dal 1984 lavora al Dipartimento di Chimica Organica della stessa università, dagli anni '90 è professore aggregato presso il Dipartimento di Chimica Organica.
Si è occupato di sostanze organiche naturali come i composti di tipo terpenico estratti da funghi Basidiomiceti, derivati fullerenici e di polimeri a base polibenzimidazolica per membrane di celle a combustibile; ha inoltre compiuto studi di chimica supramolecolare. Dal 2001 al 2006 è stato professore a contratto presso l'Università San Raffaele di Milano.
Garlaschelli si interessa da diversi anni di fenomeni paranormali e pseudoscienza e dal 1991 è socio del CICAP, come Responsabile delle sperimentazioni e ha pubblicato numerosi articoli su riviste italiane internazionali dedicate alla parapsicologia e al problema del paranormale, oltre che al suo campo di lavoro. Ha partecipato inoltre a trasmissioni televisive e documentari.
Nel 1999-2000 fu correlatore di due tesi di psicologia sperimentale presso il Dipartimento di Psicologia generale dell'Università di Padova, sull'illusione percettiva delle "Salite stregate" e una sulle esperienze di pre-morte.
Garlaschelli è anche un Esperantista, fondatore dell'Associazione Esperantista di Pavia e autore della "Piccola grammatica Gratuita di Esperanto".
Garlaschelli ha scritto anche due romanzi gialli, Corpi di pietra e L'Ombra del sudario.

## Studi sul paranormale religioso
Il suo campo di divulgazione scientifica principale sono i miracoli e fenomeni insoliti, che spesso hanno spiegazioni pseudoscientifiche da parte dei sostenitori, come la Sindone di Torino, le stigmate, i fuochi fatui, il fachirismo, il sangue di San Gennaro, i cerchi nel grano, la Madonnina di Civitavecchia o il presunto miracolo di Bolsena, a cui si è dedicato per molto tempo tramite esperimenti e archeologia sperimentale, con risonanza anche internazionale.

### La riproduzione e le analisi della Sindone
Il professor Garlaschelli, anche forte dell'esame del carbonio 14 sulla Sindone (che data il manufatto al XIII-XIV secolo circa) condivide l'idea che la Sindone di Torino sia un falso medievale per vari motivi (posizione innaturale, altezza eccessiva, vicende storiche oscure, ecc.) e ha proposto l'ipotesi che la Sindone sia stata realizzata con un colorante a base di ocra rossa (e che l'immagine sia il risultato di una reazione chimica spontanea successiva al momento del dipinto), applicato strofinando con un tampone il telo disteso sopra un corpo umano (un metodo già sperimentato da Joe Nickell nel 1983 e migliorato dal chimico italiano in alcuni suoi aspetti, in quanto Garlaschelli ha aggiunto gli acidi, l'invecchiamento artificiale, l'alluminato di cobalto e il lavaggio, facendo scomparire il pigmento; inoltre ha usato un bassorilievo anziché il corpo umano di un volontario per quanto riguarda il volto), ma che tutto il pigmento si sia gradualmente distaccato nel corso dei secoli, e che l'immagine oggi visibile sia stata prodotta dalle impurità presenti nell'ocra rossa, che avrebbero reagito chimicamente con le fibre di lino. Garlaschelli ha realizzato due lenzuoli: il primo con la sola ocra riproduce quello che egli presume fosse l'aspetto della sindone appena prodotta, il secondo invece riproduce l'aspetto attuale, danni dell'incendio inclusi. Secondo Garlaschelli l'esperimento dimostra che il lenzuolo originale può essere stato realizzato con questo metodo.
Ha quindi usato il metodo di strofinamento su bassorilievo, seguito da applicazione di acidi e altri trattamenti. Per il solo volto è stato usato un bassorilievo in gesso, così da evitare le distorsioni che si otterrebbero stendendo il lenzuolo sul viso di una persona (effetto detto Maschera di Agamennone). A mano sono stati aggiunti segni di flagellatura e le tracce di sangue (a tempera). Uno dei lenzuoli è stato invecchiato artificialmente e si è utilizzata una soluzione di acido solforico all'1,2-1,3% mescolata, per riprodurre impurità presenti nell'ocra medievale, ad un pigmento blu (alluminato di cobalto). Tale impurità chimiche sarebbero responsabili della formazione dell'immagine. Dopo un ulteriore invecchiamento ottenuto riscaldando la tela per 3 ore a 140 °C, le tracce di pigmento (assenti sulla sindone di Torino) sono state tolte tramite lavaggio. Il colore blu è stato scelto perché eventuali residui non potessero essere confusi con il colore finale del telo.
Il risultato è un'immagine tenue e sfumata dovuta all'ingiallimento delle sole fibre superficiali e non fluorescente ai raggi ultravioletti. Il colore è del tutto assente tranne piccole tracce invisibili, e in un'analisi sulla Sindone furono ritrovati piccoli granuli coloranti (Walter McCrone trovò nei campioni i resti di una pittura a base di ocra rossa/ossido di ferro, fissata con un legante a base di proteine animali e fu in seguito per questo espulso dallo STURP, il gruppo di analisi del lenzuolo), che dagli autenticisti sono attribuiti ai residui della pittura di artisti che hanno ricalcato la Sindone per realizzarne le numerose copie artistiche, mentre per Garlaschelli questa è un'ulteriore prova della veridicità della sua asserzione. 
Garlaschelli riprende anche le analisi che hanno negato la presenza di vero sangue sul telo, coeve a quelle realizzate sul sudario di Oviedo (altra reliquia che gli esami hanno dichiarato medievale, del VII-VIII secolo) e altri oggetti come le reliquie del miracolo di Lanciano dell'VIII secolo (secondo gli autenticisti – Baima Bollone per la Sindone e il sudario e Linoli per la reliquia – sangue maschile di gruppo AB, il quale è però estremamente raro tra gli ebrei, come era Cristo secondo la Bibbia, e che non fu trovato dagli altri laboratori ma solo dal laboratorio di Baima Bollone, facendo pensare a una contaminazione); per cui il sangue non sarebbe presente oppure sarebbe stato aggiunto in maniera artistica, poiché è comunque di aspetto innaturale nella forma dei rivoli. Si tratterebbe però, probabilmente, di semplice ferro derivante da ocra rossa (ematite, minerale ferroso di color rosso sangue) e non da emoglobina. Luigi Garlaschelli obietta difatti che la ricerca delle macchie ematiche fece uso del test delle porfirine, che tuttavia non è un test specifico del sangue e darebbe risultati positivi anche su un vegetale. Anche nessuno degli ulteriori test utilizzati è specifico per il sangue e nessun profilo di DNA antico nei campioni conservati del presunto sangue è mai stato sequenziato, né nucleare né DNA mitocondriale (il quale è stato ritrovato ad esempio nelle mummie egizie molto più antiche).
Luigi Garlaschelli nota in merito che i test immunologici sarebbero tanto sensibili da rendere difficile discriminare tra campione e inquinamenti. Il chimico sostiene la posizione di Vittorio Pesce Delfino che nota che gli esami istochimici eseguiti dall'autenticista Pierluigi Baima Bollone evidenziarono solo tracce di ferro, che Bollone attribuì a emoglobina; esso non indica univocamente l'emoglobina e che l'ossido di ferro, ad esempio, è stato trovato nell'ocra rossa che è stata riscontrata sulla tela.
Garlaschelli precisa che l'invecchiamento artificiale non può produrre un effetto chimicamente del tutto identico ad un invecchiamento naturale: "chiaramente le caratteristiche chimiche fini del telo non possono essere le stesse anche se sono sufficientemente simili da essere accettabili”.
Inoltre viene specificato che la totale uguaglianza della forma del manufatto con l'originale è impossibile, poiché si tratta di due realizzazioni artigianali.
Diversi sindonologi hanno però osservato che anche le immagini di Garlaschelli non riprodurrebbero tutte le caratteristiche della Sindone: secondo John Jackson e Keith Propp esse falliscono nel riprodurne correttamente la tridimensionalità (ad esempio le mani appaiono affondate nel corpo), inoltre il metodo di Garlaschelli non seguirebbe la corretta sequenza degli eventi, perché l'assenza di immagine sotto le macchie di sangue, rilevata dallo STURP nel 1978, suggerisce che il sangue si depositò prima della formazione dell'immagine, mentre Garlaschelli ha dipinto le macchie di sangue solo dopo aver sottoposto i teli all'invecchiamento artificiale; se avesse fatto il contrario si sarebbero rovinate. A questo riguardo David Rolfe osserva anche che, se si applica prima il sangue, diventa poi estremamente difficile realizzare l'immagine in modo che le macchie appaiano nelle posizioni giuste, mentre creare prima l'immagine e poi dipingere il sangue è molto più facile. Giulio Fanti aggiunge che a suo parere il metodo usato da Garlaschelli non può generare un'immagine che penetra nel tessuto solo per alcuni millesimi di millimetro, né colorarne in modo uniforme le fibre, come invece avviene per la Sindone, e invita Garlaschelli a consentire l'esame al microscopio delle sue copie per verificarlo.
Tale esame è stato eseguito da Barrie Schwortz, fotografo di religione ebraica, che analizzò la Sindone nel 1988 per lo STURP e che sostiene che sia autentica, ma allo stesso tempo che sia un effetto naturale della reazione di Maillard. Secondo lui (come mostrato in un documentario del 2012), al microscopio la colorazione della copia appare diversa, anche se abbastanza superficiale, proprio come quella originale.
A commento delle asserzioni di Schwortz, che sostiene che la realizzazione proto-fotografica dello studioso Nicholas Allen appaia più verosimile, il documentario citato conclude dicendo che, alla prova del tempo, forse la "sindone di Garlaschelli" potrebbe rivelarsi più affine all'originale.
Parecchi studiosi e molte associazioni di scettici come CICAP e CSICOP hanno sostenuto l'effettiva somiglianza dell'immagine del telo di Torino con le numerose copie realizzate da Garlaschelli, supportando la veridicità della sua ipotesi.

## Opere

### Divulgazione
- Miracolo offresi. Fenomeni o fede?, Stampa Alternativa, Viterbo, 1996
- Processo alla Sindone, ed. Avverbi, 1998
- I segreti dei fachiri, con Massimo Polidoro, ed. Avverbi, 1998. 2ª ed. 2022, pubbl. indip.
- Investigatori dell'occulto. 1989-1999: dieci anni di indagine sul paranormale in Italia, con Massimo Polidoro, ed. Avverbi, 2001
- Rabdomanzia. La ricerca dell'acqua e di altri tesori nascosti. La storia, le teorie, i fatti, con Andrea Albini, ed. Avverbi, Roma, 2005
- Indagatori del Mistero (Q10). Con Massimo Polidoro. Cicap, 2009
- In cerca di miracoli (Q11). (ed.). Cicap, 2009
- Trattato di magia chimica, con Alex Rusconi, prefazione di Erix Logan, 16 aprile 2016, ISBN 978-1537063324
- Scienziati Pazzi, con Alessandra Carrer; ed Carocci, Roma, 2017 ISBN 978-88-430-8800-3
- Vampiri. I primi documenti, pubbl indip. 2017
- Piccola Grammatica Gratuita di Esperanto: Senkosta Malgranda Esperanta Gramatiko (SMEG) epub, EAN 9788826482484 ed. StreetLib
- Lourdes. I dossier sconosciuti, nuova edizione, ed. C1V Edizioni, collana Scientia et Causa, 2019, EAN: 9788898295753
- Detective dell'incredibile (Q28). Con A. Berti. Cicap, 2019
- Gli inganni della falsa scienza. Con M. Bella. C1V ed., 2019
- La Spada nella Roccia. San Galgano e Montesiepi. Con Maurizio Calì. (Pubbl. Indip., 2020)
- Sindone. Tutta la verità sull'immagine più misteriosa e controversa del mondo. Dedalo Ed., 2024

### Testi didattici
- Introduzione al laboratorio di chimica organica, ed. la Goliardica Pavese
- Chimica in albergo. Per gli Ist. professionali alberghieri. Con G.Ricci, M. De Leo. De Agostini Scuola, 2018
- Chimica, fenomeni e realtà. Per gli Ist. tecnici. Con G.Ricci, M. De Leo. De Agostini Scuola, 2018

### Romanzi
- Corpi di pietra, Neftasia, 2006
- L'ombra del sudario, Cartabianca Publishing, 2025

### Traduzioni
22 titoli dell'autore Lawrence Block, tradotti dall'inglese: 
Serie "Bernie Rhodenbarr"
- Il ladro nella biblioteca (The Burglar in the Library, #8)
- Il ladro che beveva rye (The Burglar in the Rye, #9)
- Il ladro in caccia (The Burglar on the Prowl, #10)
- Il ladro che contava i cucchiai (The Burglar Who Counted the Spoons, #11)
- Il Ladro che Leggeva Fredric Brown (The Burglar Who Met Fredric Brown, #12)
- Il ladro in poche parole (The Burglar in Short Order, #13)

Serie "Keller"
- Il sicario (The Hitman, #1)
- Il sicario nel mirino (Hit List, #2)
- Il sicario ritorna (Hit Parade, #3)
- Il sicario fuga (Hit and Run, #4)
- Il sicario in pericolo (Hit Me, #5)
- Il sicario col Fedora (Keller's Fedora. # 6)

Serie "Matthew Scudder".
- Nel vortice della morte (In the Midst of Death, #3)
- Una pugnalata nel buio (A Stab in the Dark, #4)
- Quando la sacra taverna chiude (When the Sacred Ginmill Closes, #6)
- La volontà del popolo (Even the Wicked, #13)
- Tutti muoiono  (Everybody Dies, #14)
- Spera di morire: (Hope to Die, #15)
- Un campo di fiori morti (All the Flowers Are Dying,  #16)
- Aspettando il buio (A Time to Scatter Stones, #19)
- L'Autobiografia di Matthew  Scudder  (The Autobiography of Matthew Scudder, #20)
- La notte e la musica (The Night and the Music)

Dead Girl Blues